# La Glorieuse Aventure
Ne doit pas être confondu avec La Glorieuse Aventure (The Glorious Adventure), un film britannique de 1922.
Pour plus de détails, voir Fiche technique et Distribution.
La Glorieuse Aventure (The Real Glory) est un film américain d'Henry Hathaway, sorti en 1939.

## Synopsis
En 1906, le Colonel Hatch reçoit l'ordre de faire partir les troupes américaines de l'île de Mindanao dans les Philippines. Il proteste, arguant du fait qu'Alipang et ses pirates vont en prendre possession. On lui accorde le droit d'entraîner les autochtones, avec l'appui de plusieurs militaires et d'un médecin. Peu après leur arrivée, Hatch est tué par un des hommes d'Alipang.

## Fiche technique
- Titre original : The Real Glory
- Titre français : La Glorieuse Aventure
- Réalisation : Henry Hathaway, assisté d'Archie Mayo et Stuart Heisler (non crédités)
- Scénario : Jo Swerling, Robert R. Presnell, d'après le roman The Real Glory de Charles L. Clifford
- Direction artistique : James Basevi
- Décors : Julia Heron
- Costumes : Jeanne Beakhurst
- Photographie : Rudolph Maté
- Son : Jack Noyes
- Montage : Daniel Mandell
- Musique : Alfred Newman
- Production : Samuel Goldwyn
- Production associée : Robert Riskin
- Société de production : Samuel Goldwyn, Inc.
- Société de distribution :  United Artists Corporation
- Pays d’origine :  États-Unis
- Langue originale : anglais
- Format : noir et blanc — 35 mm — 1,37:1 — son Mono (Western Electric Mirrophonic Recording)
- Genre : drame
- Durée : 95 minutes
- Dates de sortie : 
  - États-Unis : 14 septembre 1939 (première à New-York)
  - France : 1er mai 1940

## Distribution
- Gary Cooper (VF : Richard Francœur) : Docteur Bill Canavan
- David Niven : Lieutenant Terrence McCool
- Andrea Leeds (VF : Jacqueline Rambauville) : Linda Hartley
- Reginald Owen (VF : Christian Argentin) : Capitaine Steve Hartley
- Broderick Crawford (VF : René Blancard) : Lieutenant Larsen
- Kay Johnson : Mme Manning
- Russell Hicks (VF : Jacques Berlioz) : Capitaine George Manning
- Vladimir Sokoloff (VF : Gérald Castrix) : le Datu[1]
- Benny Inocencio : Miguel
- Charles Waldron  (VF : Paul Ville) : le Padre
- Rudy Robles (VF : Ky Duyen) : Lieutenant Yabo
- Tetsu Komai (VF : Georges Aminel) : Alipang
- Roy Gordon : Colonel Hatch
- Henry Kolker (VF : Henry Valbel) : le Général
- Soledad Jiménez (non créditée) : une vieille indigène